# St. Francois County
Das St. Francois County ist ein County im US-amerikanischen Bundesstaat Missouri. Im Jahr 2020 hatte das County 66.922 Einwohner und eine Bevölkerungsdichte von 57,5 Einwohnern pro Quadratkilometer. Der Verwaltungssitz (County Seat) ist Farmington.

## Geografie
Das County liegt am nordöstlichen Rand des Ozark-Plateaus und wird vom Oberlauf des St. Francis River durchflossen. Es liegt etwa 40 km westlich des Mississippi, der die Grenze zu Illinois bildet und hat eine Fläche von 1172 Quadratkilometern, wovon 8 Quadratkilometer Wasserfläche sind. An das St. Francois County grenzen folgende Countys:
|                   | Jefferson County |                       |
| Washington County |                  | Ste. Genevieve County |
| Iron County       | Madison County   | Perry County          |

### Schutzgebiete
- Missouri Mines State Historic Site
- St. Joe State Park

## Geschichte
Das St. Francois County wurde 1821 gebildet. Benannt wurde es nach dem Saint Francis River, der nach Franz von Assisi benannt wurde, dem Gründer des Ordens der Minderen Brüder.
Elf Bauwerke und Stätten des Countys sind im National Register of Historic Places eingetragen (Stand 6. Februar 2018).

## Demografische Daten
Nach der Volkszählung im Jahr 2010 lebten im St. Francois County 65.359 Menschen in 24.122 Haushalten. Die Bevölkerungsdichte betrug 56,2 Einwohner pro Quadratkilometer. In den 24.122 Haushalten lebten statistisch je 2,39 Personen.
Ethnisch betrachtet setzte sich die Bevölkerung zusammen aus 93,6 Prozent Weißen, 4,2 Prozent Afroamerikanern, 0,4 Prozent amerikanischen Ureinwohnern, 0,4 Prozent Asiaten sowie aus anderen ethnischen Gruppen; 1,2 Prozent stammten von zwei oder mehr Ethnien ab. Unabhängig von der ethnischen Zugehörigkeit waren 1,2 Prozent der Bevölkerung spanischer oder lateinamerikanischer Abstammung.
22,0 Prozent der Bevölkerung waren unter 18 Jahre alt, 63,7 Prozent waren zwischen 18 und 64 und 14,3 Prozent waren 65 Jahre oder älter. 46,8 Prozent der Bevölkerung war weiblich.

Das jährliche Durchschnittseinkommen eines Haushalts lag bei 38.589 USD. Das Prokopfeinkommen betrug 18.852 USD. 15,7 Prozent der Einwohner lebten unterhalb der Armutsgrenze.

## Ortschaften im St. Francois County
Cities
| - Bismarck - Bonne Terre - Desloge - Farmington | - Iron Mountain Lake - Leadington - Leadwood - Park Hills |

Unincorporated Communities
| - Blackwell - Cantwell - Davis - Daytown - De Lassus - Derby - Doe Run - East Bonne Terre - Elvins | - Esther - Fairview Acres - Federal - Flat River - Frankclay - French Village - Gumbo - Halifax - Hazel Run | - Highley Heights - Hoffman Junction - Hurryville - Iron Mountain - Knob Lick - Koester - Libertyville - Lopez - Loughboro | - Mineral City - Mitchell - Ogborn - Rivermines - Rock Springs - Saint Francois - Silver Springs - Syenite - Wortham |

## Gliederung
Das St. Francois County ist in acht Townships eingeteilt:
| Township              | Einwohner (2010) | FIPS     |
| --------------------- | ---------------- | -------- |
| Big River Township    | 2015             | 29-05590 |
| Iron Township         | 3257             | 29-35378 |
| Liberty Township      | 2232             | 29-42302 |
| Marion Township       | 2334             | 29-46154 |
| Pendleton Township    | 3372             | 29-56864 |
| Perry Township        | 12.617           | 29-57098 |
| Randolph Township     | 10.161           | 29-60608 |
| St. Francois Township | 29.371           | 29-64316 |